# Carouge
Carouge település Svájcban, Genf kantonban. Lakosainak száma 22 336 fő (2017. december 31.).

## Fekvése
Genf városának agglomerációjába sorolható, amivel határos is.

## Nevezetes emberek
- Gerbeaud Emil
- Gaspard Mermillod
- Itt párbajozott 1864 augusztusában  Ferdinand Lassalle német politikus, aki sebesüléseibe belehalt.

## Népesség
A település népességének változása az elmúlt években:
| Lakosok száma | 20 375 | 22 336 | 22 459 |
|               | 2012   | 2017   | 2018   |

Történelmi viszonylatban: